# ۲۱۵۲ هانیبال
سیارک ۲۱۵۲ (به انگلیسی: 2152 Hannibal، نامگذاری:1978WK) دو هزار و صد و پنجاه و دومین سیارک کشف شده‌است که در ۱۹ نوامبر ۱۹۷۸ کشف شد.
قدر مطلق سیارک برابر ۱۰٫۵۰ است.